# قلعه خاندان بهادری
قلعه خاندان بهادری مربوط به دوره قاجار است و در شهرستان کمیجان، دهستان اسفندان واقع شده و این اثر در تاریخ ۱۷ اسفند ۱۳۸۱ با شمارهٔ ثبت ۷۷۰۱ به‌عنوان یکی از آثار ملی ایران به ثبت رسیده است.